# Switchblade
Cet article concerne un jeu vidéo. Pour le drone suicide de l'armée américaine, voir AeroVironment Switchblade.
 (mars 2020).
Si vous disposez d'ouvrages ou d'articles de référence ou si vous connaissez des sites web de qualité traitant du thème abordé ici, merci de compléter l'article en donnant les références utiles à sa vérifiabilité et en les liant à la section « Notes et références ».
Switchblade est un jeu vidéo d'action et de plates-formes développé par Core Design et édité par Gremlin Graphics, sorti en 1989 sur Amiga, Atari ST, Amstrad CPC, Commodore 64, ZX Spectrum et GX-4000.
Il a eu une suite, Switchblade II (1991).

## Développement

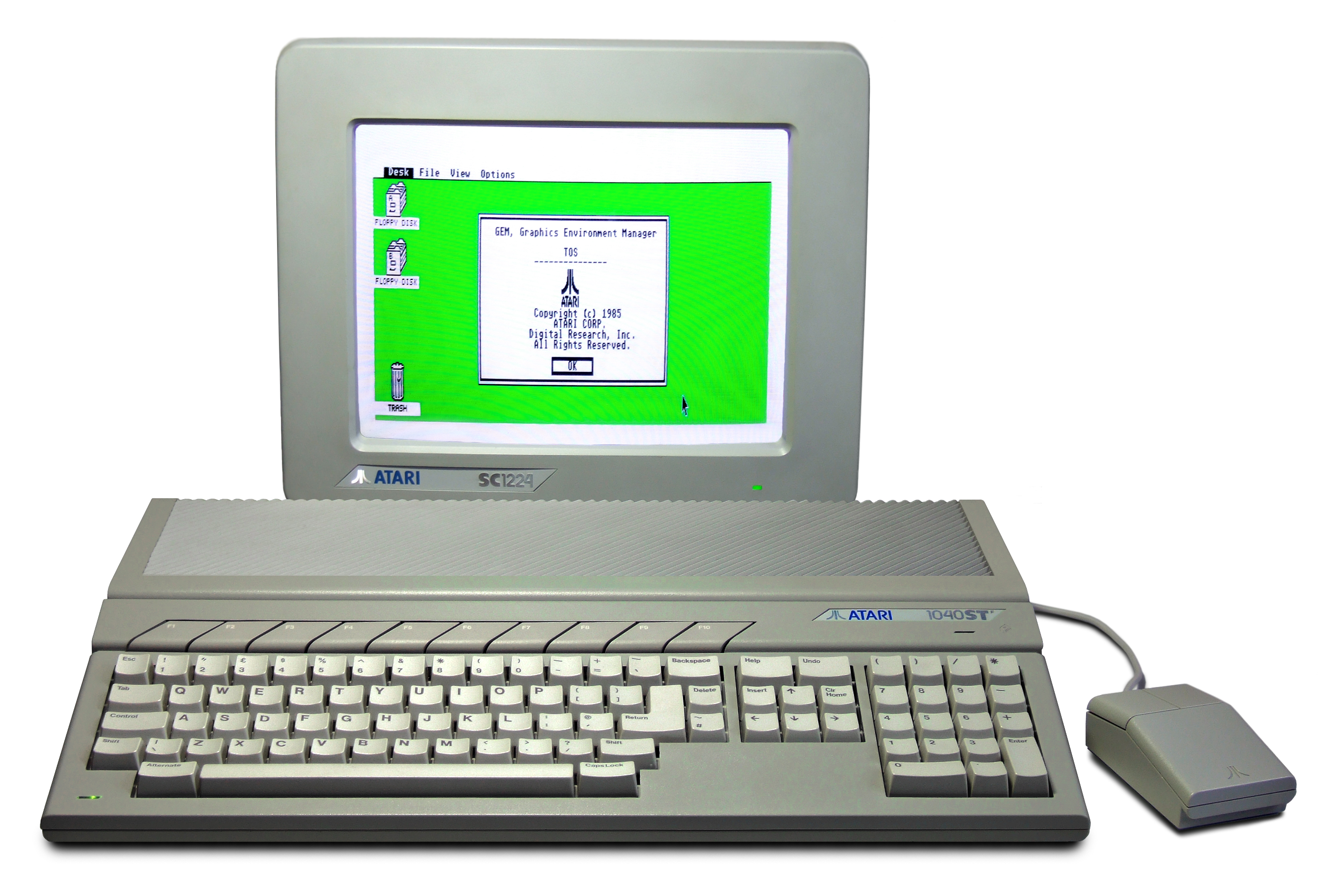
Atari ST, plateforme accueillant le jeu Switchblade à sa sortie

Simon Phipps, le créateur de Rick Dangerous, s'est occupé seul de la programmation, des graphismes et de la conception du jeu. Il s'agit du premier jeu qu'il a commencé à écrire sur Atari ST. Cependant, le projet avançant au gré de son temps libre, il fallut environ dix-huit mois pour le terminer. Entretemps, Simon Phipps avait lancé et achevé plusieurs autres projets. La musique et les effets sonores du jeu ont été réalisés par Ben Daglish.
Les versions Amstrad CPC et ZX Spectrum ont été portées en interne chez Gremlin Graphics.